# Zuidelijke Alpen (geologie)
| Geologie van de Alpen |
| --- |
| Weisshorn |
| Tektonische indeling |
| Molassebekken |
| Helvetische Zone |
| Penninische Dekbladen |
| Austroalpiene Dekbladen |
| Zuidelijke Alpen |
| Geologische structuren |
| Aarmassief · Dent Blanche-nappe · Engadin-venster · Hohe Tauern-venster · Periadriatische lijn · Ivrea-zone · Lepontin dome · Rhône-Simplonlijn · Sesia-zone |
| Paleogeografische gebieden |
| Valais-oceaan |
| Briançonnais microcontinent |
| Piëmont-Liguriëbekken |
| Apulische of Adriatische plaat |
| Portaal Geologie |

De naam Zuidelijke Alpen is een term waarmee in de geologie alle Alpen ten zuiden van de Periadriatische lijn, een grote breukzone dwars door de Alpen, worden aangeduid. De Zuidelijke Alpen omvatten onder andere de Zuidelijke Kalkalpen en de Bergamasker Alpen.
De Zuidelijke Alpen gaan in het zuidoosten geologisch gezien geleidelijk over in de Dinarische Alpen. In het zuiden worden ze begrensd door recente sedimenten van het Po bekken, die discordant over de overschuivingen van het voorland heen liggen.

## Lithologie
Geologisch gezien bestaat het gebied uit gesteenten van de Adriatische plaat, waartoe het gebied ook gerekend wordt. Dit zijn voor het grootste deel Mesozoïsche sedimentaire gesteenten, waaronder veel kalksteen.

## Tektoniek
In tegenstelling tot de Centrale Alpen die zich ten noorden van de Periadriatische lijn bevinden, zijn in de gesteentes van de Zuidelijke Alpen geen nappe-opeenvolgingen of hooggradig metamorfe gesteenten te zien. Daar staat tegenover dat er veel jong Alpiene (Mioceen) opschuivingen en plooien zijn, die een dominante vergentie naar het zuiden hebben. Zoals ook in de voorland-bekkens van de Pyreneeën, zijn de overschuivingsbreuken die zich gevormd hebben in de Zuidelijke Alpen georiënteerd volgens listrische breukvlakken die een relatief ondiep decollementvlak hebben.
In het westen, ten zuiden van het Valle d'Aosta, komen diepere stukken van de Adriatische plaat aan het oppervlak. Dit noemt men de Ivrea-zone.